# Бурлаченко, Евгений Дмитриевич
Евге́ний Дми́триевич Бурла́ченко — (7 февраля 1952, Шарья, Костромская область) — бывший городской голова Луганска с 2002 года по 2006 год.

## Биография
Родился 7 февраля 1952 года в городе Шарья Костромской области в семье служащих.
Учился в школе № 17 в городе Луганске.
В 1974 году окончил Ворошиловградский машиностроительный институт, транспортный факультет, получил специальность инженер промышленного транспорта.
Потом работал конструктором института «УкрНИИгипроуголь». Служил в Советской Армии. После службы продолжал работать в институте, где работал до февраля 1978 года.
С 1978 по 1992 год работал в КГБ СССР, а с 1992 года по 2002 год работал в Службе безопасности Украины, дослужился до полковника СБУ.
В 2002 году избран городским головой Луганска.
В 2006 году баллотировался на пост городского головы, но выборы проиграл.
В первой половине марта 2006 года городской голова Бурлаченко уволился из СБУ.
Жена Наталья Павловна Бурлаченко, сын Ярослав Бурлаченко (1976).

## Награды
Награда Ассамблеи деловых кругов по программе «Лидеры XXI столетия».